# Meziříčko (okres Třebíč)
Obec Meziříčko (dříve též Mezirecz, Messeritschko, Neu Mezericzko, Meseritzko, Neu Meseritschko, Nowe Mezeřjčko, Mezeritschko, Nové Meziříčko) se nachází v okrese Třebíč v Kraji Vysočina. Žije zde 84 obyvatel.
Obec Meziříčko se nachází 12,5 km severozápadně od Moravských Budějovic a asi 18 km jihozápadně od Třebíče, protéká jí Šašovický potok a prochází jí silnice z Krasonic do Domamili.
Sousedními obcemi sídla jsou Jindřichovice, Krasonice, Štěpkov, Želetava, Domamil a Radkovice u Budče.

## Geografie
Ze západu na východ prochází přes území obce silnice z Krasonic do Domamili, ze zastavěného území obce severně vychází silnice do Šašovic. Jižní zalesněná část území je protkána sítí užitkových lesních cest. Na západní hranici území obce v údolí Želetavky vede zelená turistická stezka a severněji zároveň červená turistická stezka Březinova cesta.
Většina území obce je zemědělsky využívána, jižní část území obce je však zalesněná a kopcovitá, stejně tak je zalesněný západní okraj území obce nad údolím řeky Želetavky. Na jižním okraji zastavěného území obce se nachází malý průmyslový areál.
Na jižním okraji území obce pramení řeka Rokytka, ta tvoří část jižní hranice území obce, dále teče východně, po 22 kilometrech ústí v Jaroměřicích nad Rokytnou do Rokytné. Jižně od zastavěného území obce pramení zdrojnice Želetavky, Želetavka pramení severně od území obce, těsně za severozápadní hranicí území obce protéká přes Panský rybník a dále teče jižně, u Brázdova mlýna do ní ústí Zdeňkovský potok, Želetavka pak protéká přes Brázdův rybník a pak těsně za jihozápadní hranicí území obce protéká přes rybník U Mašků a dál teče na jih a západ. Východně od území obce pramení Šašovický potok, protéká přes rybník Sokol, který leží těsně za západní hranicí obce, dále teče západně přes zastavěného území obce, kde protéká přes Meziříčský rybník a na západním okraji území obce ústí do Želetavky. 
Území obce je kopcovité, nejníže dosahuje na západním okraji území obce v údolí Želetavky, tam dosahuje cca 525 metrů nad mořem, dále na západ pak dosahuje nadmořské výšky 550–600 metrů nad mořem. Severně od zastavěného území obce se nachází Holý kopec (588 m) a nepojmenovaný kopec s kótou 582 m. Západně od zastavěného území obce se nachází nepojmenovaný kopec nad údolím Šašovického potoka s kótou 566 metrů. Jižně od zastavěného území obce se nachází obec Kmeti (569 m). V údolí řeky Želetavky se nachází několik skalních útvarů. 
Zastavěné území obce se nachází téměř uprostřed území obce, v údolí Želetavky se nachází několik mlýnů, těsně za jihozápadní hranicí území obce se nachází Maškův mlýn, u silnice do Krasonic se nachází Brázdův mlýn (jinak též Skalákův), těsně za hranicí se nachází Havlišův mlýn a novější velký turistický areál a za severozápadním hranicí území obce u Panského rybníka se nachází Panský mlýn. Na severním okraji území obce se nachází hájenka. V údolí Šašovického potoka u rybníka Sokol se nachází Sokolův mlýn.

## Historie
První písemná zmínka o Meziříčku pochází z roku 1316, v roce 1481 byl majitelem Meziříčka, Budče a Bítovánek Bohuslav Bořita z Budče, následně nadále patřila ves Bořitům z Budče, v roce 1619 ji zakoupil Ladislav Šlejnic ze Šlejnic, jemu synovi pak byl po stavovském povstání majetek zkonfiskován a následně pak získal Meziříčko a okolí Hanibal ze Schaumburku. V roce 1667 byla vesnice prodána Jindřichovi Slavíkovci ze Slavíkovic a roku 1671 Schneidenau, od roku 1693 Moschowitz a od roku 1698 do roku 1707 patřily Říkovským z Dobršic, kteří pak vesnici prodali a stala se součástí teleckého panství.
V tu dobu vlastnil Telč František Antonín z Lichtenštejna, následně pak byla majitelkou Telče jeho manželka a následně Alois Podstatský, který se od roku 1796 uváděl jako z Lichtenštejna a na Telči. následně pak byl majitelem teleckého panství i Leopold II. Lichtenštejnský.
Roku 1894 byla dokončena silnice z Krasonic do Domamil, v roce 1907 pak byla postavena silnice z Meziříčka do Šašovic. Roku 1908 byl také v obci založen sbor dobrovolných hasičů. Po začátku první světové války odešlo osm občanů Meziříčka do války. V roce 1939 byla vesnice elektrifikována.
V roce 1948 byl do vesnice zaveden telefon a roku 1959 byl v obci rozveden obecní rozhlas. V roce 1957 bylo v obci založeno JZD, roku 1973 bylo sloučeno s JZD Mír v Želetavě. Po druhé světové válce byl ve vsi postaven kulturní dům a hasičská zbrojnice.
V roce 1997 byly telefonní přípojky rozvedeny do všech domů, roku 1998 byla také vesnice plynofikována. Roku 2010 byl v obci rozveden bezdrátový obecní rozhlas a také nově opraveno veřejné osvětlení, v témže roce také byla rekonstruována náves.
Do roku 1849 patřilo Meziříčko do želetavského panství, od roku 1850 patřilo do okresu Znojmo, od roku 1896 do okresu Moravské Budějovice a od roku 1960 do okresu Třebíč. Mezi lety 1850 a 1869 patřilo Meziříčko pod Domamil a mezi lety 1976 a 1990 byla obec začleněna pod Želetavu, následně se obec osamostatnila.

## Obyvatelstvo
| Rok            | 1869 | 1880 | 1890 | 1900 | 1910 | 1921 | 1930 | 1950 | 1961 | 1970 | 1980 | 1991 | 2001 |
| Počet obyvatel | 242  | 240  | 237  | 239  | 218  | 245  | 224  | 161  | 151  | 131  | 118  | 111  | 99   |

## Politika
Po volbách v roce 2014 se starostou do března 2015 nikdo nestal a úřadujícím starostou tak byl stále Miroslav Pátek. Po komunálních volbách v roce 2018 se stala starostkou Alena Pelánová.

### Volby do Poslanecké sněmovny
|       | 2006              | 2010              | 2013              | 2017              | 2021                  |
| ----- | ----------------- | ----------------- | ----------------- | ----------------- | --------------------- |
| 1.    | ČSSD (37,73 %)    | KSČM (28,0 %)     | KSČM (28,2 %)     | KSČM (30,0 %)     | ANO (36,95 %)         |
| 2.    | KSČM (26,41 %)    | ČSSD (14,0 %)     | ČSSD (20,51 %)    | ANO (20,0 %)      | Piráti+STAN (15,21 %) |
| 3.    | KDU-ČSL (11,32 %) | TOP 09 (14,0 %)   | Úsvit (17,94 %)   | ČSSD (13,33 %)    | SPD (13,04 %)         |
| účast | 71,62 % (53 z 74) | 66,67 % (50 z 75) | 54,79 % (40 z 73) | 40,00 % (30 z 75) | 64,79 % (46 z 71)     |

### Volby do krajského zastupitelstva
|      | 1.                 | 2.                         | 3.                            | účast             |
| ---- | ------------------ | -------------------------- | ----------------------------- | ----------------- |
| 2000 | 4KOALICE (41,17 %) | KSČM (38,23 %)             | ODS (5,88 %)                  | 51,28 % (40 z 78) |
| 2004 | KSČM (30,76 %)     | ODS (15,38 %)              | SNK (15,38 %)                 | 37,5 % (27 z 72)  |
| 2008 | KSČM (31,57 %)     | ČSSD (21,05 %)             | DOHODA pro Vysočinu (15,78 %) | 52,05 % (38 z 73) |
| 2012 | KSČM (30 %)        | ČSSD (16,66 %)             | KDU-ČSL (13,33 %)             | 41,89 % (31 z 74) |
| 2016 | KSČM (41,66 %)     | STO (16,66 %)              | ANO 2011 (16,66 %)            | 34,72 % (25 z 72) |
| 2020 | ANO (31,25 %)      | Piráti (21,87 %)           | ČSSD (15,62 %)                | 42,67 % (32 z 75) |
| 2024 | ANO (59,09 %)      | SPD+Trikolora+PRO (9,09 %) | SOCDEM (9,09 %)               | 30,14 % (22 z 73) |

### Prezidentské volby
V prvním kole prezidentských voleb v roce 2013 první místo obsadil Miloš Zeman (19 hlasů), druhé místo obsadil Jiří Dienstbier (6 hlasů) a třetí místo obsadil Karel Schwarzenberg (5 hlasů). Volební účast byla 55,41 %, tj. 41 ze 74 oprávněných voličů. V druhém kole prezidentských voleb v roce 2013 první místo obsadil Miloš Zeman (35 hlasů) a druhé místo obsadil Karel Schwarzenberg (12 hlasů). Volební účast byla 63,51 %, tj. 47 ze 74 oprávněných voličů.
V prvním kole prezidentských voleb v roce 2018 první místo obsadil Miloš Zeman (20 hlasů), druhé místo obsadil Jiří Drahoš (11 hlasů) a třetí místo obsadil Marek Hilšer (5 hlasů). Volební účast byla 56,16 %, tj. 41 ze 73 oprávněných voličů. V druhém kole prezidentských voleb v roce 2018 první místo obsadil Miloš Zeman (28 hlasů) a druhé místo obsadil Jiří Drahoš (14 hlasů). Volební účast byla 59,15 %, tj. 42 ze 71 oprávněných voličů.
V prvním kole prezidentských voleb v roce 2023 první místo obsadila Danuše Nerudová (17 hlasů), druhé místo obsadil Andrej Babiš (15 hlasů) a třetí místo obsadil Petr Pavel (11 hlasů). Volební účast byla 73,61 %, tj. 53 ze 72 oprávněných voličů. V druhém kole prezidentských voleb v roce 2023 první místo obsadil Andrej Babiš (27 hlasů) a druhé místo obsadil Petr Pavel (25 hlasů). Volební účast byla 71,23 %, tj. 52 ze 73 oprávněných voličů.

## Osobnosti
- Miroslav Skalický (* 1952), hudebník a básník